# إتيان بلانشارد
إتيان بلانشارد هو سياسي كندي، ولد في 1 أبريل 1843، وتوفي في 25 سبتمبر 1918. حزبياً، نشط في حزب كيبيك الليبرالي. وقد انتخب عضو الجمعية الوطنية في كيبك ‏.